# SLAT
SLAT(Second Level Address Translation) 또는 중첩 페이징(nested paging)은 소프트웨어 관리형 섀도 페이지 테이블과 관련된 오버헤드를 방지할 수 있는 하드웨어 지원 가상화 기술이다.
AMD는 3세대 옵테론 프로세서(코드명 Barcelona) 출시 이후 RVI(Rapid Virtualization Indexing) 기술을 통해 SLAT를 지원해 왔다. 확장 페이지 테이블(Extended Page Table, EPT)로 알려진 인텔의 SLAT 구현은 특정 코어 i7, 코어 i5 및 코어 i3 프로세서에 있는 네할렘 마이크로아키텍처에 도입되었다.
ARM의 가상화 확장은 Stage-2 MMU에서 제공하는 Stage-2 페이지 테이블로 알려진 SLAT를 지원한다. 게스트는 Stage-1 MMU를 사용한다. 지원은 ARMv7ve 아키텍처에서 선택 사항으로 추가되었으며 ARMv8(32비트 및 64비트) 아키텍처에서도 지원된다.

## 같이 보기
- x86 가상화
- 페이지 테이블